# Бромид платины(III)
Бромид платины(III) — неорганическое соединение,
соль металла платины и бромистоводородной кислоты с формулой PtBr3,
тёмно-зелёные кристаллы,
не растворяется в воде.

## Физические свойства
Бромид платины(III) образует тёмно-зелёные кристаллы,
слабо растворяется в воде.

## Химические свойства
- Разлагается при нагревании:

{\displaystyle {\mathsf {2PtBr_{3}\ {\xrightarrow {450^{o}C}}\ 2Pt+3Br_{2}}}}